# Liste der Baudenkmale in Jelmstorf
In der Liste der Baudenkmale in Jelmstorf sind alle Baudenkmale der niedersächsischen Gemeinde Jelmstorf aufgelistet.  Die Quelle der IDs und der Beschreibungen ist der Denkmalatlas Niedersachsen. Der Stand der Liste ist der 11. November 2021.

## Allgemein
In den Spalten befinden sich folgende Informationen:
- Lage: die Adresse des Baudenkmales und die geographischen Koordinaten. Kartenansicht, um Koordinaten zu setzen. In der Kartenansicht sind Baudenkmale ohne Koordinaten mit einem roten Marker dargestellt und können in der Karte gesetzt werden. Baudenkmale ohne Bild sind mit einem blauen Marker gekennzeichnet, Baudenkmale mit Bild mit einem grünen Marker.
- Bezeichnung: Bezeichnung des Baudenkmales
- Beschreibung: die Beschreibung des Baudenkmales. Unter § 3 Abs. 2 NDSchG werden Einzeldenkmale und unter § 3 Abs. 3 NDSchG Gruppen baulicher Anlagen und deren Bestandteile ausgewiesen.
- ID: die Objekt-ID des Baudenkmales
- Bild: ein Bild des Baudenkmales, ggf. zusätzlich mit einem Link zu weiteren Fotos des Baudenkmals im Medienarchiv Wikimedia Commons. Wenn man auf das Kamerasymbol klickt, können Fotos zu Baudenkmalen aus dieser Liste hochgeladen werden:

## Jelmstorf

### Einzeldenkmal in Jelmstorf
| Lage                                        | Bezeichnung                  | Beschreibung | ID       | Bild           |
| ------------------------------------------- | ---------------------------- | --- | -------- | -------------- |
| Rockenmühle 53° 5′ 50″ N, 10° 29′ 25″ O     | Mühle und Wehr               | Eingeschossiger Fachwerkbau mit Backsteinausfachungen unter Krüppelwalmdach in Hohlpfannendeckung. Wasserseitige Westfassade sowie Südgiebel-Erdgeschoss massive in Backstein und - im wasserberührenden Bereich - in Naturstein. 1840. Mit hölzernem Steg und dreiteiligem Schützwehr. | 31091095 | Weitere Bilder |
| Ziegeleistraße 2 53° 6′ 1″ N, 10° 31′ 28″ O | Wohn- und Wirtschaftsgebäude | Freistehender Zweiständer-Fachwerkbau mit Backsteinausfachungen unter Halbwalmdach in Reetdeckung. Inschrift am Hauptbalken des Wirtschaftsgiebels sowie am Dielentorsturz, mit Datierung "Anno 1785 [...]".                                                                            | 31091131 | BW             |
| Ziegeleistraße 2 53° 6′ 2″ N, 10° 31′ 26″ O | Speicher                     | Zweistöckiges Fachwerkgebäude mit Backsteinausfachungen unter Satteldach in Reetdeckung. | 31091149 |                |

## Bruchtorf

### Gruppe baulicher Anlagen in Bruchtorf
| Lage                                              | Bezeichnung                   | Beschreibung | ID       | Bild |
| ------------------------------------------------- | ----------------------------- | ------------ | -------- | ---- |
| Ilmenaustraße 13 - 15 53° 6′ 22″ N, 10° 32′ 42″ O | Hofanlage Rittergut Bruchtorf |              | 31080010 | BW   |

### Einzeldenkmal in Bruchtorf
| Lage                                         | Bezeichnung              | Beschreibung | ID       | Bild |
| -------------------------------------------- | ------------------------ | --- | -------- | ---- |
| Ilmenaustraße 15 53° 6′ 22″ N, 10° 32′ 41″ O | Wohn-/Wirtschaftsgebäude | Traufständiger Vierständerbau mit Backsteinausfachung unter Halbwalmdach in roter Hohlpfannendeckung. Erbaut 1876(i), Wirtschaftsteil 1913(i) herrschaftlich repräsentativ zu Wohnzwecken ausgebaut. Große Halle mit Treppe und Galerie. | 31091183 | BW   |
| Ilmenaustraße 15 53° 6′ 19″ N, 10° 32′ 44″ O | Scheune                  | Traufständiger Fachwerkbau mit Backsteinausfachung unter Halbwalmdach in roter Hohlpfannendeckung, Längs- und Quereinfahrt und weitere Zugänge. Zwerchhaus mit Ladeluke unter Satteldach in der nordöstlichen Dachfläche.                | 31091300 | BW   |
| Ilmenaustraße 15 53° 6′ 23″ N, 10° 32′ 41″ O | Stall                    | | 31091254 | BW   |

## Ehemalige Baudenkmale
| Lage                                        | Bezeichnung                          | Beschreibung | ID | Bild |
| ------------------------------------------- | ------------------------------------ | ------------ | -- | ---- |
| Addenstorf Nr. 1 53° 5′ 31″ N, 10° 30′ 7″ O | Hofanlage mit Einfriedung und Eichen |              |    | BW   |